# 纽瓦克自由国际机场站
纽瓦克自由国际机场站（通常又被称为纽瓦克国际机场站）是位于新澤西州紐瓦克的东北走廊铁路车站。车站通过单轨系统紐華克國際機場捷運与纽瓦克自由国际机场（EWR）的各个航站楼及停车场连接。车站有新泽西通勤铁路的东北走廊线和新泽西海岸线、以及美铁的東北區域號及Keystone号列车停靠。车站附近没有任何行人路、巴士及行车道经过。

## 概要
车站于2001年10月21日启用。车站由同时管理纽瓦克机场的纽新港务局（PANYNJ）管理，因此与其他的美铁或新泽西通勤铁路有着不一样的设计，尤其是采用与机场风格一致的车站站内标识及导向指引。港务局原先倾向于使用“纽瓦克机场”作为车站站名，但最后车站因机场在九一一袭击事件后更名为“纽瓦克自由国际机场”而使用现名。

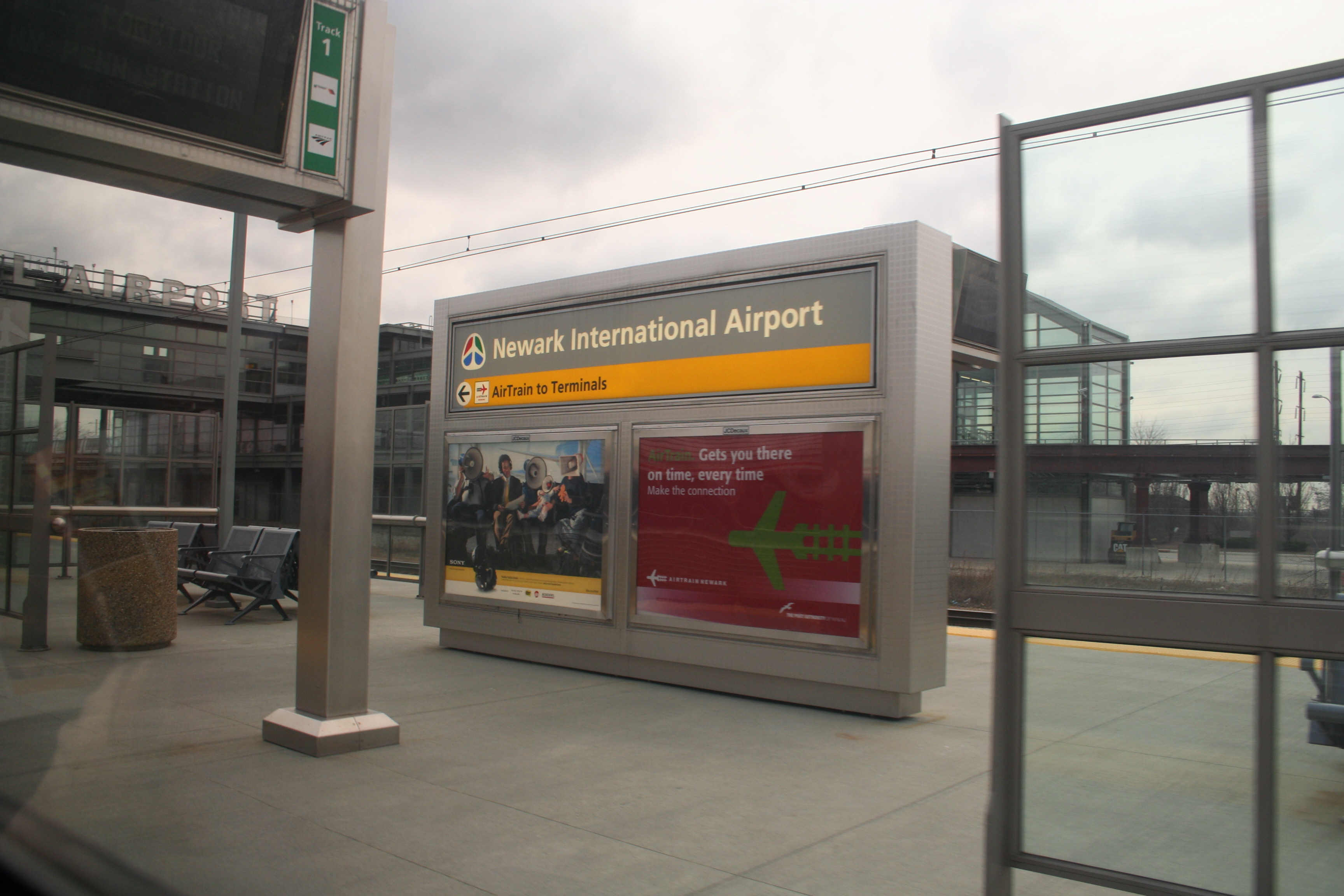
车站采用纽瓦克机场相似的指示牌
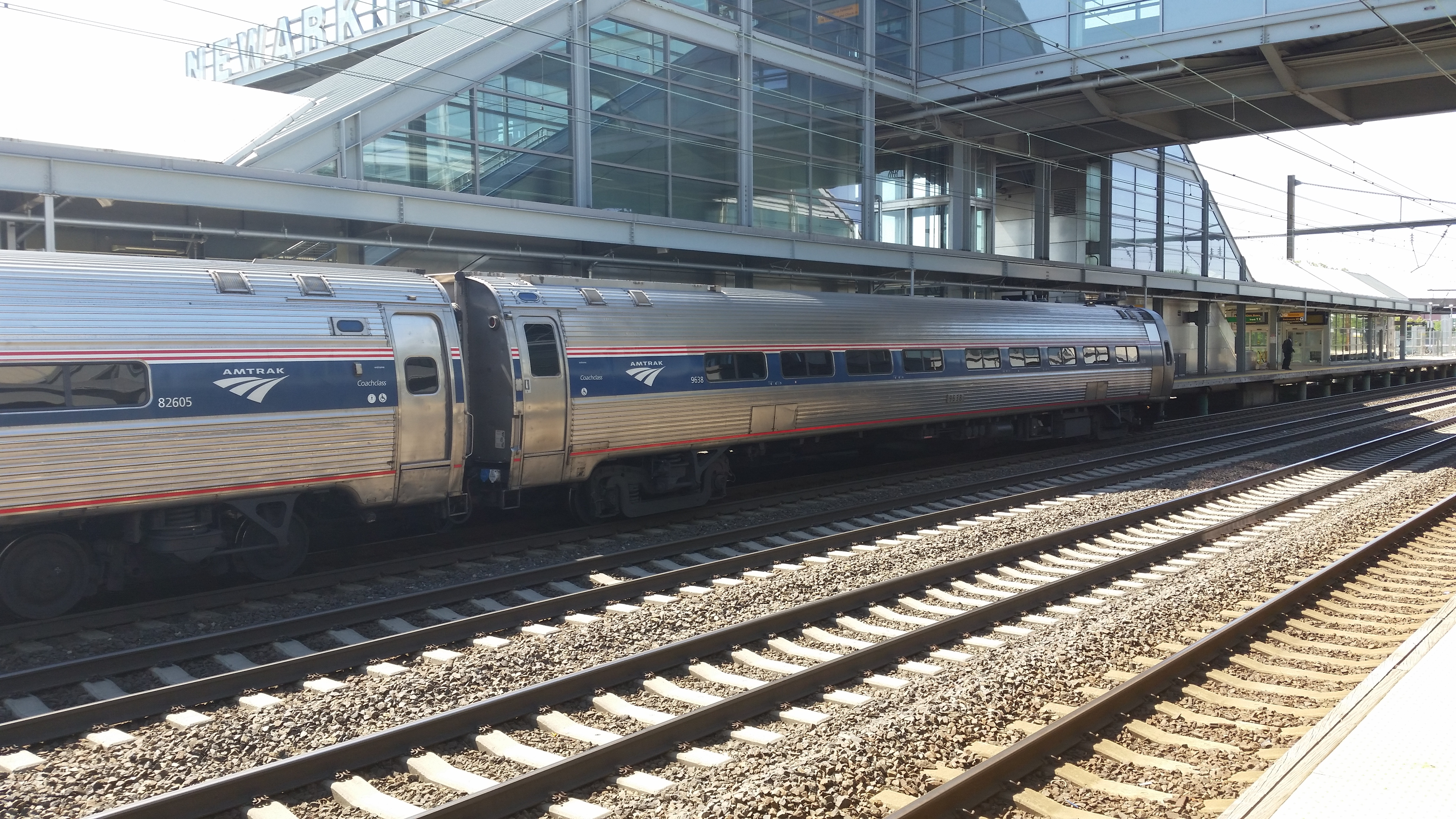
美铁东北区域号列车出站
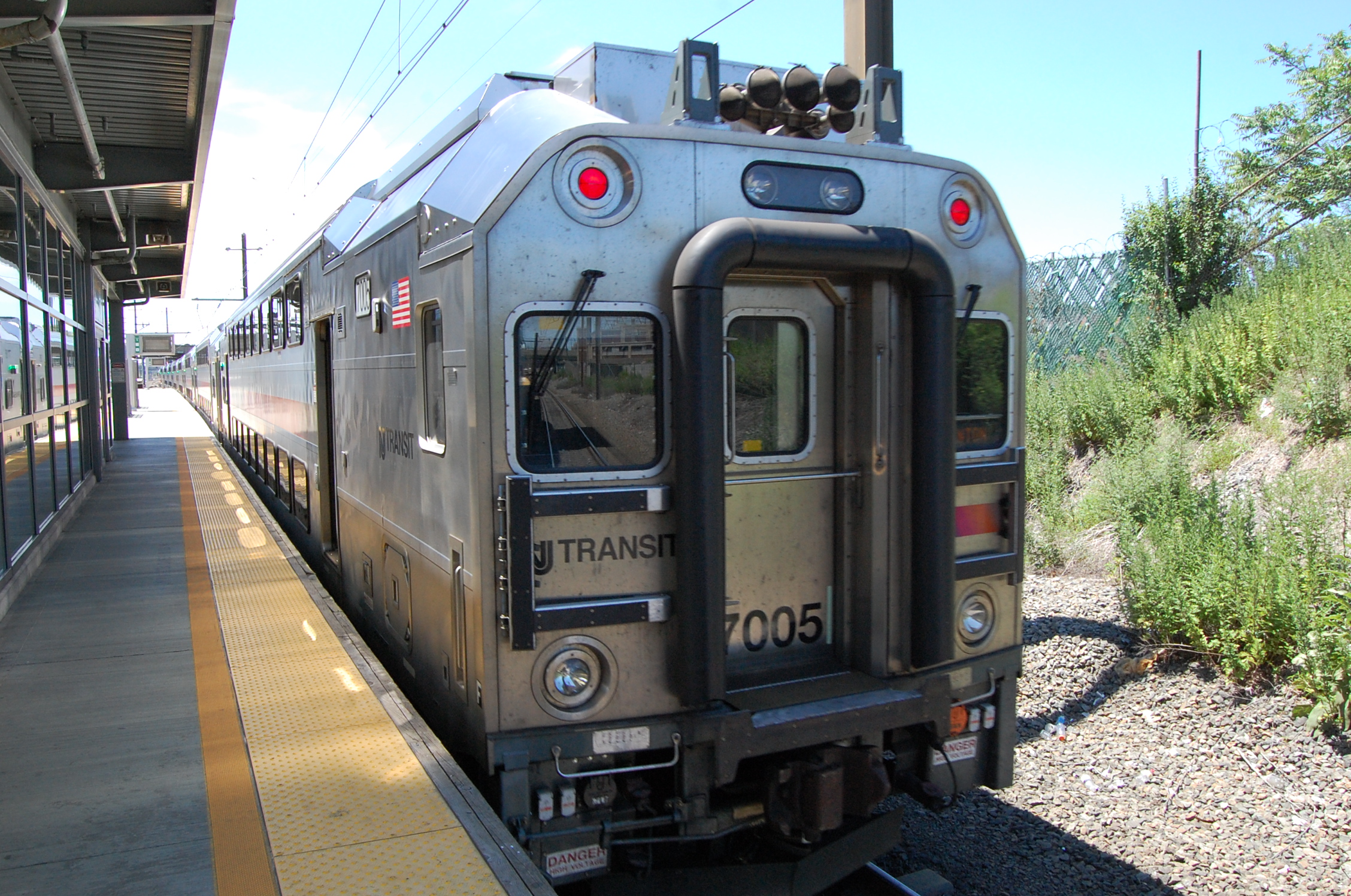
NJT列车停靠
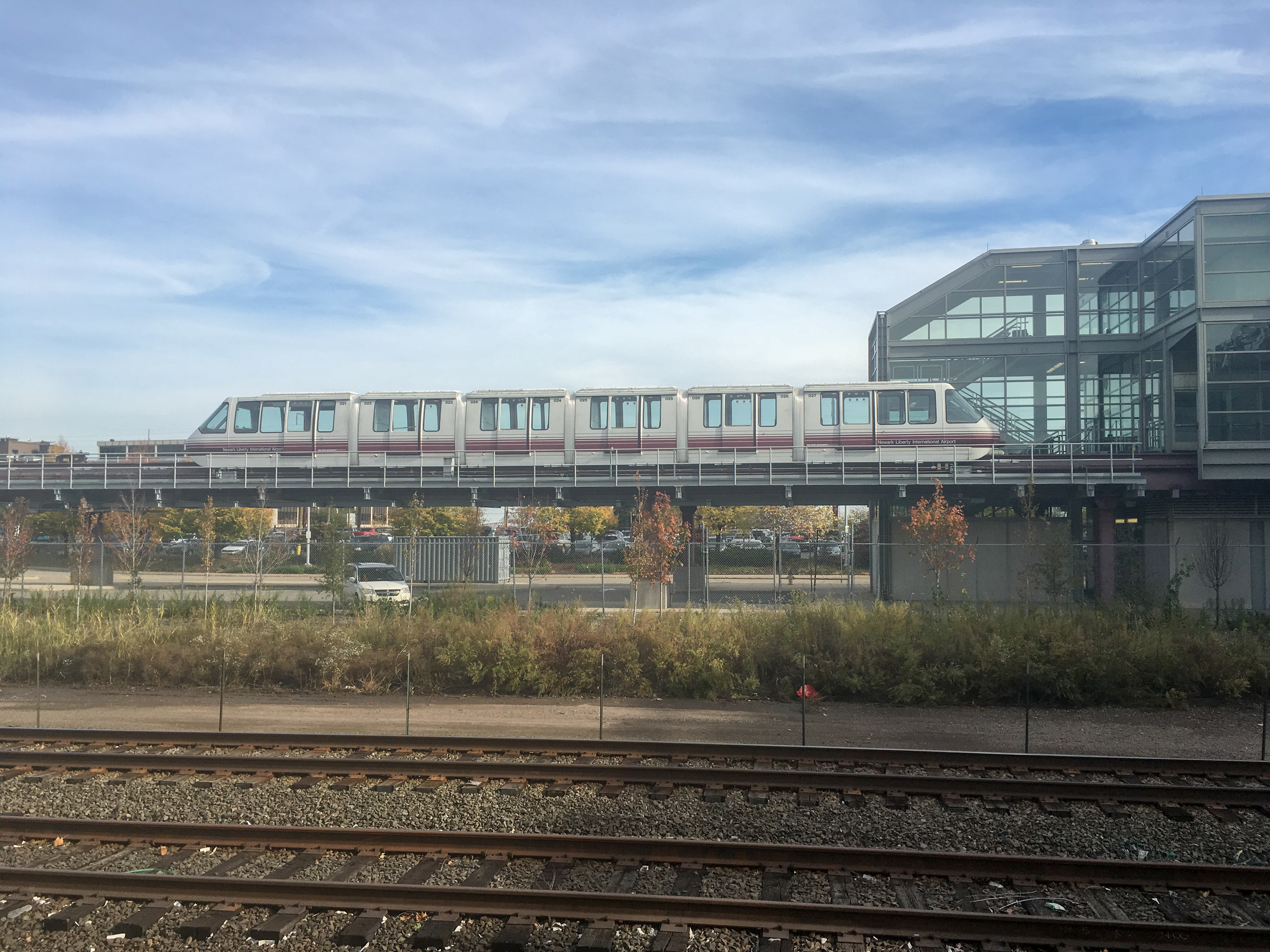
机场捷运列车

## 车站结构

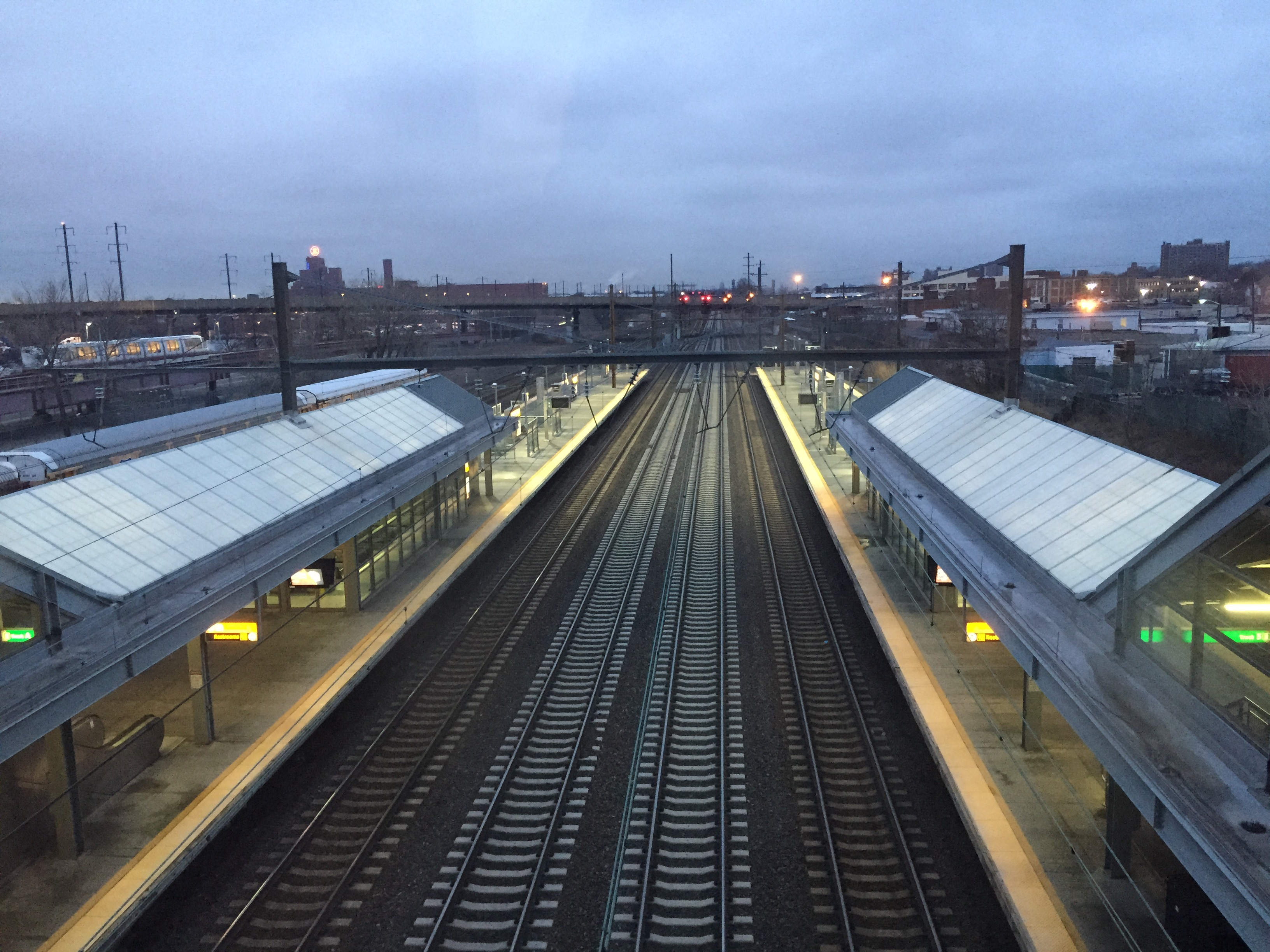
东北走廊站台及正线

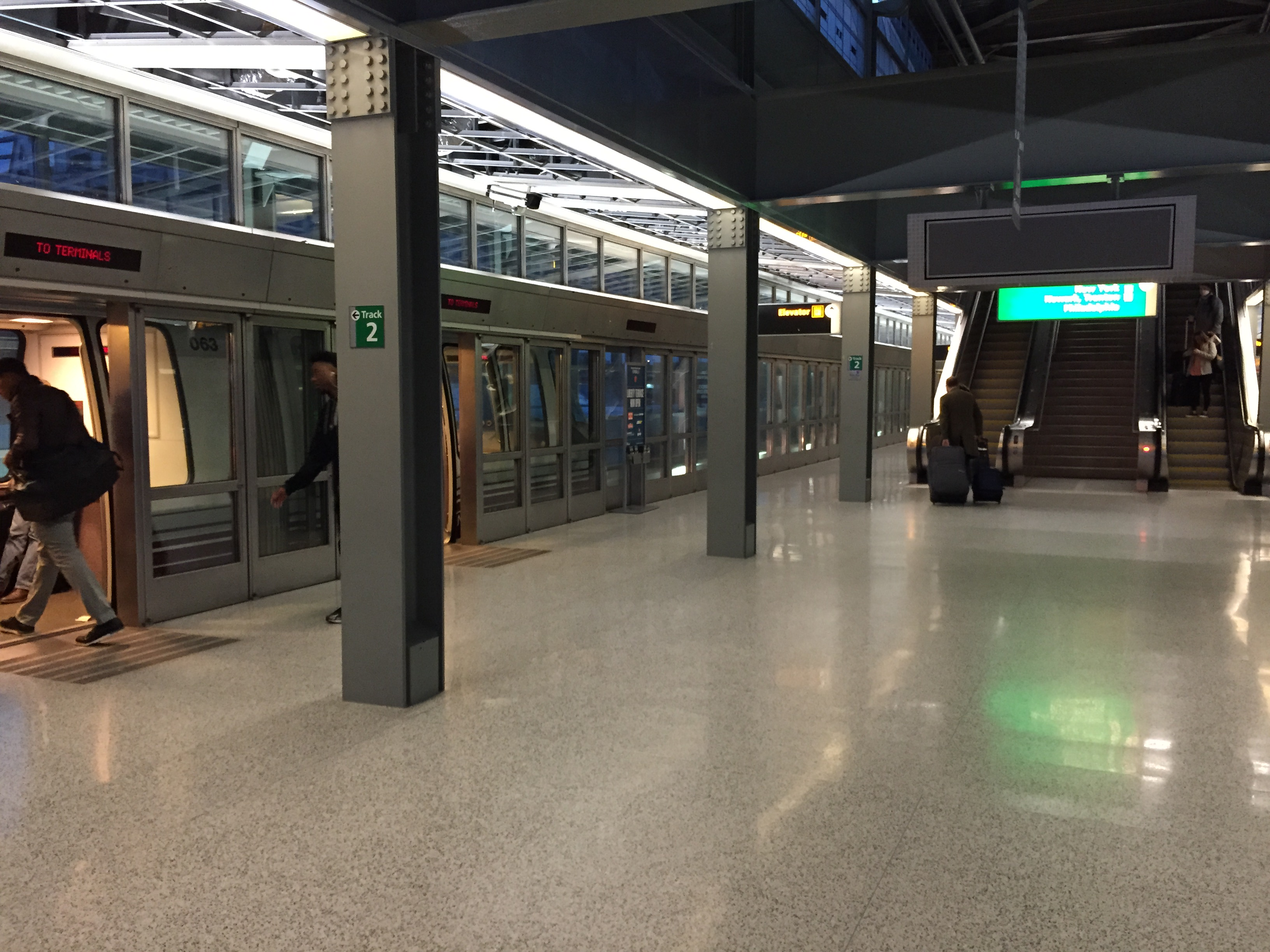
机场捷运站台

### 站台分布
新泽西通勤铁路使用外侧股道，美铁列车使用内侧股道。车站设有两条通过线，供新泽西通勤铁路和美铁（如阿西乐特快、一些东北区域号以及长途列车等）的快车通过。
| M              | 站厅           | 换乘                                                                            |
| P 东北走廊站台 | 5道            | 東北走廊線 往特倫頓、北澤西海岸線 往海灣頭（伊丽莎白车站/北伊丽莎白站）         |
| P 东北走廊站台 | 岛式站台       |                                                                                 |
| P 东北走廊站台 | 4道            | 美鐵 东北区域号往北弗地区 （都会公园） · 美鐵 拱心石号号往哈里斯堡 （都会公园） |
| P 东北走廊站台 | 3道            | NJT 东北走廊线、北澤西海岸線快车通过线 · 美铁 东北走廊列车通过线                |
| P 东北走廊站台 | 2道            | ← 美铁 东北走廊列车通过线 · ← NJT 东北走廊线、北澤西海岸線快车通过线            |
| P 东北走廊站台 | 1道            | ← 美鐵 拱心石号往纽约方向（纽瓦克） · ← 东北区域号往波士頓南站（纽瓦克）        |
| P 东北走廊站台 | 岛式站台       |                                                                                 |
| P 东北走廊站台 | A道            | ← NJT 東北走廊線/北澤西海岸線 往紐約（纽瓦克）                                  |
|                | 无服务         | ← 无旅客服务 →                                                                  |
| 无服务         | ← 无旅客服务 → |                                                                                 |
| P 机捷站台     | 2道            | 紐華克國際機場捷運往纽瓦克自由国际机场航站楼（机场4号停车场站）                 |
| P 机捷站台     | 岛式站台       |                                                                                 |
| P 机捷站台     | 1道            | 紐華克國際機場捷運往纽瓦克自由国际机场航站楼（机场4号停车场站）                 |

## 列车服务

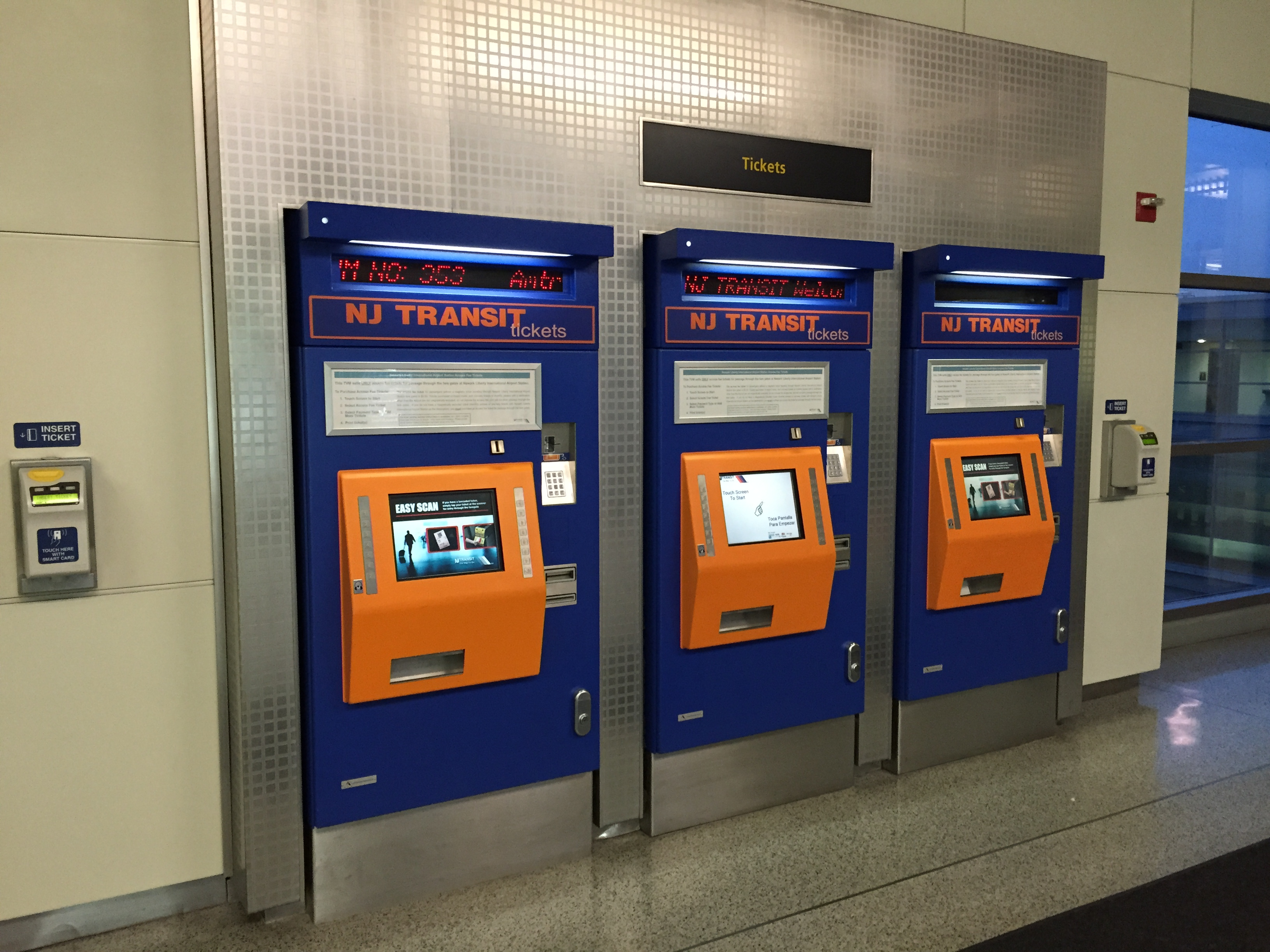
NJT的自助售票机

### 东北走廊
由本站乘坐大约6分钟的东北走廊列车至纽瓦克宾夕法尼亚车站后，可转乘PATH、紐瓦克輕鐵或巴士前往泽西市、霍伯肯及曼哈顿下城区域。由本站乘坐大约22-25分钟车程的列车至纽约宾夕法尼亚车站后可转乘长岛铁路或纽约地铁路线。至特倫頓車站需31-50分钟，至費城30街車站需59-67分钟 。通过新泽西通勤列车服务可到达锡考克斯枢纽并可转乘其他新泽西通勤列车服务。

### 机场捷运
乘坐机场捷运需5.50美元的车费。车费通常包含在NJT发售的前往本站的列车的车费中，这些车票票面上通常标有「**EWR**」字样。NJT月票持有者若无机场特别版需支付相应车费，但11岁以下的乘客可得到豁免。在东北走廊和机场捷运站台之间设有美铁售票窗口。